# Солтсбург (Пенсільванія)
Солтсбург (англ. Saltsburg) — місто (англ. borough) в США, в окрузі Індіана штату Пенсільванія. Населення — 780 осіб (2020).

## Географія
Солтсбург розташований за координатами 40°29′5″ пн. ш. 79°26′54″ зх. д. / 40.48472° пн. ш. 79.44833° зх. д. (40.484636, -79.448248).  За даними Бюро перепису населення США в 2010 році місто мало площу 0,64 км², з яких 0,55 км² — суходіл та 0,09 км² — водойми.

## Демографія
Згідно з переписом 2010 року, у селищі мешкали 873 особи в 382 домогосподарствах у складі 241 родини. Густота населення становила 1373 особи/км².  Було 428 помешкань (673/км²).
Расовий склад населення:
| - 98,6 % — білих - 0,1 % — чорних або афроамериканців |

До двох чи більше рас належало 1,3 %. Частка іспаномовних становила 0,8 % від усіх жителів.
За віковим діапазоном населення розподілялося таким чином: 22,0 % — особи молодші 18 років, 60,9 % — особи у віці 18—64 років, 17,1 % — особи у віці 65 років та старші. Медіана віку мешканця становила 44,1 року. На 100 осіб жіночої статі у селищі припадало 93,1 чоловіків;  на 100 жінок у віці від 18 років та старших — 88,1 чоловіків також старших 18 років.
Середній дохід на одне домашнє господарство  становив 54 646 доларів США (медіана — 41 442), а середній дохід на одну сім'ю — 61 182 долари (медіана — 57 917). Медіана доходів становила 50 000 доларів для чоловіків та 36 346 доларів для жінок. За межею бідності перебувало 20,3 % осіб, у тому числі 33,8 % дітей у віці до 18 років та 14,3 % осіб у віці 65 років та старших.
Цивільне працевлаштоване населення становило 348 осіб. Основні галузі зайнятості: освіта, охорона здоров'я та соціальна допомога — 26,1 %, роздрібна торгівля — 16,4 %, виробництво — 11,2 %, фінанси, страхування та нерухомість — 9,5 %.